# این فقط قلب است (فیلم ۱۹۶۳)
این فقط قلب است (به هندی: Dil Hi To Hai) یا این فقط دل است فیلمی محصول سال ۱۹۶۳ و به کارگردانی سی.ال. راوال، پی.ال. سانتوشی است. در این فیلم بازیگرانی همچون راج کاپور، نوتان، پران، نظیر حسین، آقا، ساروج خان، لیلا چیتنیس ایفای نقش کرده‌اند.